# 石坂芳男
石坂 芳男（いしざか よしお、1940年1月9日 - ）は、日本の実業家。米国トヨタ自動車販売社長や、トヨタ自動車副社長を歴任。藍綬褒章受章。

## 人物
東京都町田市生まれ。東京都立立川高等学校を経て、1963年に一橋大学法学部を卒業。大学では堀口亘ゼミナールと自動車部に所属。1964年3月トヨタ自動車販売入社。入社直後から海外営業畑を歩み、オーストラリアと米国に駐在する。
1996年、米国トヨタ自動車販売社長に就任。値下げに踏み切った97年型トヨタ・カムリや、SUVを中心に、アメリカ合衆国でのトヨタ車販売量を増やした。また1997年からはカリフォルニア州で電気自動車の電力会社や地方自治体への販売を開始させた。
2001年にはトヨタ自動車の海外担当副社長に就任し、欧州市場開拓に向けた2005年のトヨタ自動車とPSA・プジョーシトロエンとのチェコ合弁事業プロジェクトの責任者を務めた。2005年に副社長を退任し相談役に就任、2008年には顧問に就任。

## 略歴
- 1963年3月一橋大学法学部卒業[1]
- 1964年3月トヨタ自動車販売株式会社（現トヨタ自動車株式会社）入社、輸出業務部企画課
- 1966年9月 極東部第一課（タイ・ラオス担当）
- 1967年4月 極東部第一課（韓国担当）
- 1975年 オーストラリア駐在（シドニー・メルボルン）
- 1981年 帰国
- 1986年 米国トヨタ自動車販売 レクサス開発部門上席副社長、CCO
- 1990年 トヨタ自動車株式会社 ヨーロッパ部門ジェネラルマネージャー
- 1992年 トヨタ自動車株式会社 取締役[1]
- 1996年 米国トヨタ自動車販売株式会社 取締役社長
- 1999年 トヨタ自動車株式会社専務取締役（海外部門統括担当） 兼 株式会社国際経済研究所取締役 兼 トヨタインシュランスサービスオブシンガポール 取締役 兼 トヨタモーターヨーロッパマニュファクチャリング 取締役 兼トヨタモーターファイナンスマネージングディレクター
- 2001年 トヨタ自動車株式会社取締役副社長（海外部門統括担当） 兼 トヨタヨーロッパマーケティング・エンジニアリング会長
- 2004年 トヨタモーターヨーロッパ取締役 兼 トヨタモーターマーケティングヨーロッパ取締役
- 2005年 トヨタ自動車株式会社相談役 兼 あいおい損害保険監査役 兼 関東自動車工業株式会社 監査役 兼 日野自動車株式会社監査役
- 2006年 国立大学法人一橋大学理事、日墺21世紀委員会委員長[6]
- 2008年 トヨタ自動車株式会社顧問、株式会社カイゼン・マイスター顧問、武蔵野学院大学客員教授、如水会理事長代行[7]
- 2011年 藍綬褒章受章
- 2012年 日野自動車監査役退任
- 2014年 一般財団法人未来を創る財団代表理事[8]、米メディシノバ社（MediciNova, Inc.）取締役[9]
- 2020年 サイバーセキュリティクラウド取締役[10]
  - このほかAPECビジネス諮問委員会日本委員会委員、社団法人日本自動車工業会理事、財団法人日本タイ協会副会長、社団法人如水会副理事長、社団法人如水会評議員会会長、トヨタ財団理事、ローランド・ベルガーシニア・アドバイザーなども務めた。

## 著作

### 著書
- 『トヨタ販売方式: 世界一企業の〈販売〉と〈マーケティング〉』あさ出版, 2008.7
- "The Toyota Way In Sales & Marketing" Productivity Press, 2017.1

### 論文等
- 「成功裡に終了したAPEC/ABACのベトナム・プロセスについて」経済trend 55(2)、2007.2
- 「Global Communications トヨタのグローバル展開を牽引するコミュニケーションの方法 (特集 表現力を鍛える--人を動かすプレゼンの技術)」Mariko Mikami Think!12、2005.Win

### その他
- 「トヨタの第一次韓国進出と新進自動車工業－石坂芳男氏の口述記録－」東京大学大学院経済学研究科ものづくり経営研究センター,2013年.6